# Above the Noise Tour 2011
Above the Noise Tour es la primera gira a nivel mundial de la banda británica de pop-rock McFly, después de casi siete años y medio de carrera musical. El tour se centra en la promoción de su quinto álbum de estudio Above the Noise y de su nuevo sitio web revolucionario Super City.

## Precedentes
Las fechas de la gira en el Reino Unido fueron anunciadas y confirmadas por el cantante Danny Jones en la página web de la banda. Originalmente la gira fue concebida como 14 conciertos a lo largo del Reino Unido, pero dos semanas antes de su inicio, la banda se vio obligada a reorganizar tres de los primeros conciertos de la gira debido al proceso de rehabilitación que sufría el bajista Dougie Poynter. La gira comenzó en el Sheffield Arena Motorpoint el viernes 18 de marzo de 2011. Posteriormente y gracias a la gran demanda, se añadieron nuevos conciertos en Japón y España, y más tarde en Argentina y Brasil. That Sunday Feeling, City Stereo, The Struts fueron los encargados de telonear a McFly en esta gira donde la banda estrenaba un nuevo sonido más electrónico ante la expectativa del su público menos satisfecho con esta nueva tendencia.

«Algunos fans no saben cómo tocaremos estas canciones en directo, nuestro nuevo material suena mucho más fuerte, pero creo que todavía se ajusta a todas nuestras viejas canciones y lo apreciarán en el concierto. Mi canción favorita del nuevo álbum es "Nowhere Left to Run" y estoy realmente ansioso por tocarla en la gira».
Dougie Poynter

## Recepción mediática
La gira recibió muchas críticas favorables y positivas. El Liverpool Echo puntuó el concierto con un 8 sobre 10: «McFly ha sabido evolucionar su música y atraer a un público nuevo, pero sin dejar ninguno de sus fans originales». Shields Gazette también criticó positivamente la gira, en especial cómo «con una actuación enérgica, mantuvo a la gente pasándoselo bien toda la noche», mencionándolo también como un «concierto superior». Chronicle Live elogió a los chicos: «con una media de edad de 25 años, los chicos tienen ciertamente el tiempo de su lado y mientras puedan mantener sus problemas atrás, no hay ninguna razón para decir por qué McFly no puede continuar impresionando a sus seguidores». Bournemouth Echo completó los alardes diciendo que la experiencia de la gira fue «un alboroto de alto octanaje que nunca se detiene durante un segundo, la experiencia de McFly en directo es fuerte, enérgica y muy entretenida».

## Lista de canciones
1. «Party Girl»
2. «Nowhere Left to Run»
3. «iF U C Kate»
4. «That's The Truth»
5. «Transylvania»
6. «Lies»
7. «Corrupted»
8. «Falling in Love»
9. «Obviously»
10. «All About You»
11. «I Need a Woman»
12. «End of the World»
13. «Smile»
14. «Star Girl»
15. «5 Colours in Her Hair»
16. «Pass Out» (cover de Tinie Tempah)
17. «The Last Song»
18. «One for the Radio» (bis)
19. «The Heart Never Lies» (bis)
20. «Shine a Light» (bis)

## Fechas de la gira
| Fecha       | Ciudad         | País              | Lugar                       |
| ----------- | -------------- | ----------------- | --------------------------- |
| Europa      |                |                   |                             |
| 18 de marzo | Sheffield      | Inglaterra        | Motorpoint Arena            |
| 19 de marzo | Manchester     | Inglaterra        | MEN Arena                   |
| 20 de marzo | Brighton       | Inglaterra        | The Brighton Centre         |
| 22 de marzo | Cardiff        | Gales             | Motorpoint Arena            |
| 23 de marzo | Bournemouth    | Inglaterra        | International Centre        |
| 25 de marzo | Aberdeen       | Escocia           | AECC                        |
| 26 de marzo | Glasgow        | Escocia           | SECC                        |
| 28 de marzo | Newcastle      | Inglaterra        | Metro Radio Arena           |
| 29 de marzo | Liverpool      | Inglaterra        | Echo Arena                  |
| 30 de marzo | Birmingham     | Inglaterra        | LG Arena                    |
| 1 de abril  | Londres        | Inglaterra        | Wembley Arena               |
| 3 de abril  | Belfast        | Irlanda del Norte | Odyssey Arena               |
| 4 de abril  | Dublín         | Irlanda           | The O2                      |
| 6 de abril  | Nottingham     | Inglaterra        | Capital FM Arena            |
| 6 de mayo   | Valencia       | España            | Pabellón Fuente de San Luis |
| 7 de mayo   | Madrid         | España            | Palacio de Vistalegre       |
| 8 de mayo   | Barcelona      | España            | Razzmatazz                  |
| Sudamérica  |                |                   |                             |
| 20 de mayo  | Belo Horizonte | Brasil            | Chevrolet Hall              |
| 21 de mayo  | Río de Janeiro | Brasil            | HSBC Arena                  |
| 23 de mayo  | São Paulo      | Brasil            | HSBC Brasil                 |
| 26 de mayo  | Porto Alegre   | Brasil            | Country Theatre             |
| 28 de mayo  | Buenos Aires   | Argentina         | La Trastienda               |
| 29 de mayo  | Buenos Aires   | Argentina         | La Trastienda               |
| 30 de mayo  | Buenos Aires   | Argentina         | Teatro Colegiales           |
| Asia        |                |                   |                             |
| 26 de julio | Tokio          | Japón             | Akasaka Blitz               |
| 27 de julio | Tokio          | Japón             | Akasaka Blitz               |
| 28 de julio | Osaka          | Japón             | Big Cat                     |

## McFly Live Stream
El concierto celebrado en el Wembley Arena de Londres fue retrasmitido vía streaming para los subscriptores de la página web de la banda y a través de una aplicación propia descargable en la App Store.

## McFly On the Wall
Durante la etapa de la gira celebrada en el Reino Unido, se filmaron imágenes de la banda tanto dentro como fuera del escenario que serían incluidas en un documental y emitidas por el canal 5* del grupo Channel 5 bajo el nombre McFly on the Wall. Este nuevo programa de televisión se estrenó el 11 de abril recorriendo los sucesos ocurridos desde la preparación de la gira hasta su final.

«¡Estamos todos muy emocionados de tener la oportunidad de mostrar a nuestros fans lo que realmente es ser parte de McFly! Vamos a tener un equipo de cámaras que nos seguirá por todas partes para que los espectadores tengan una visión real de lo que sucede detrás del escenario».
Tom Fletcher

Episodio uno
McFly está a punto de embarcarse en una gira de 14 conciertos a través del Reino Unido con su reciente nuevo álbum Above the Noise como protagonista, cuando las primeras 3 fechas son reprogramadas debido a que el bajista Dougie, está deprimido por su sepración de su novia Frankie, cantante de The Saturdays. Por lo cual, la banda decide promover su nuevo single «That's The Truth» sin Dougie, actuando en programas de televisión con Tom de bajista. La banda también celebra el cumpleaños de Danny.
Episodio dos
Dougie está de vuelta y regresa directamente a los ensayos después de su período de rehabilitación. La banda decide pasar directamente a la acción e iniciar su gira por el fracaso comercial de su último single «That's The Truth» en las listas de ventas. Además, la novia de Danny le compra un gimnasio casero.
Episodio tres
McFly se pone ya en camino para actuar en el primer concierto de la gira en el Sheffield Motorpoint. Los miembros ven por primera vez el escenario y la actúan para sus seguidores más incondicionales opteniendo una respuesta óptima a su nuevo sonido. Después del show Danny se convierte en DJ para pinchar algunas de sus propias canciones en la fiesta posterior.
Episodio cuatro
Los chicos continúan con su ajetreado calendario de la gira, pero tienen problemas con el transporte cuando el autobús se estropea en el camino a un concierto íntimo pequeño en Londres para Sun bizare. Después Tom se levanta temprano para un gran día en el que planea proponerle matrimonio a su novia Giovanna Falcone. Dougie se toma un descanso para ir a buscar Tom y 'Gio' un regalo de boda. La banda decide tomar un paseo en barco por diversión y Tom es víctima de una broma por llegar tarde.
Episodio cinco
McFly traslada su gira pionera a España, donde son acosados por los fanes más ruidosos. Después de una exitosa presentación, los miembros de la banda cenan en un restaurante submarino y disfrutan en la Costa del Sol antes de regresar a Inglaterra.
Episodio seis
La banda vuelve a Inglaterra donde tienen que tocar en Wembley. No solo actúan para 12.000 personas, entre las que se incluye su propia familia, si no que el concierto será retransmitido en línea vía streaming en su página web y a través de una aplicación para Iphone. El episodio muestra las inquietudes y nervios de los miembros ante su mayor concierto de toda la gira, pese a que ya es la sexta vez que tocan en Wembley, hecho del cual están muy orgullosos. El padre de Tom se une a la actuación durante la canción «Smile», perteneciente al álbum Radio:ACTIVE.